# Benthonella
Genre
Synonymes
- Assiminopsis Locard, 1897
- Hela Jeffreys, 1870[1]

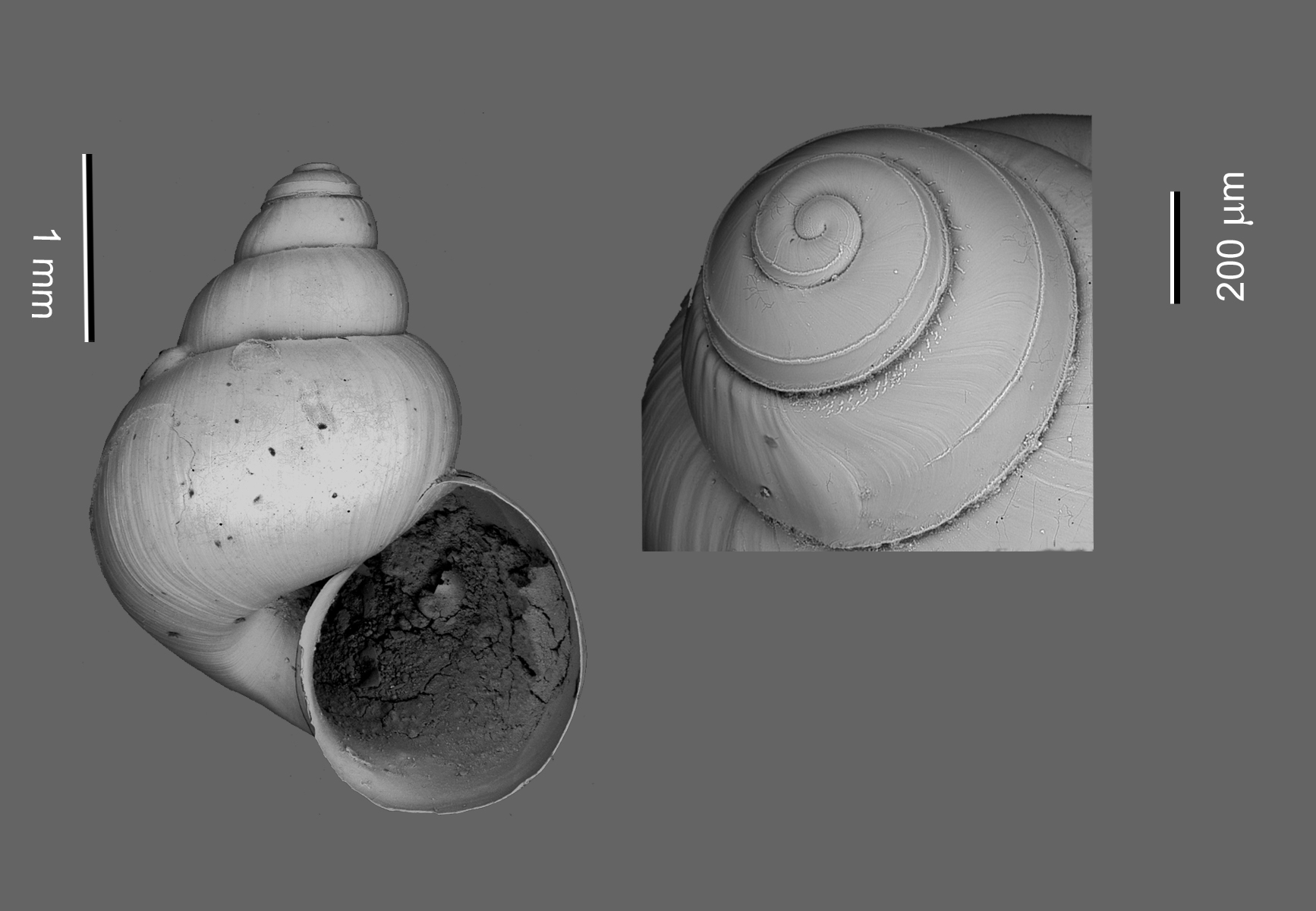
Benthonella tenella.

Benthonella est un genre de mollusques gastéropodes de la famille des Rissoidae. L'espèce-type est Benthonella tenella.

## Liste d'espèces
Selon World Register of Marine Species (30 octobre 2017) :
- Benthonella alvaniformis Lozouet, 2014 †
- Benthonella bearnensis Lozouet, 2014 †
- Benthonella brontodes Lozouet, 1990 †
- Benthonella decorata (Thiele, 1925)
- Benthonella loriei Weisbord, 1962 †
- Benthonella lutetiana Lozouet, 2014 †
- Benthonella margaritifera (Watson, 1886)
- Benthonella priabonica Lozouet, 2014 †
- Benthonella sculpta (Thiele, 1925)
- Benthonella tenella (Jeffreys, 1869)